# Steve Scalise
Stephen Joseph Scalise, detto Steve (New Orleans, 6 ottobre 1965), è un politico statunitense, membro della Camera dei Rappresentanti per lo stato della Louisiana dal 2008.

## Biografia
Laureato all'Università statale della Louisiana, Scalise, di famiglia italoamericana, ha lavorato come programmatore di computer prima di intraprendere la vita politica. Nel 1995 conquistò un seggio alla Camera dei rappresentanti della Louisiana. Fu rieletto altre due volte nel 1999 e nel 2003, ma, arrivato alla fine del terzo mandato, scelse di candidarsi al Senato della Louisiana. Vinse le elezioni con un margine molto ampio (il 61% dei voti in un confronto a tre), ma pochi mesi dopo decise di candidarsi alla Camera dei Rappresentanti nazionale per affrontare delle elezioni speciali conseguenti alle dimissioni di Bobby Jindal (eletto governatore). Scalise riuscì a farsi eleggere sconfiggendo l'avversaria democratica con il 75% delle preferenze. Negli anni a venire è sempre stato rieletto con un buon margine di scarto.

### L'attentato ai suoi danni
Il 14 giugno 2017 viene gravemente ferito da colpi di arma da fuoco sparati da James Thomas Hodgkinson, presso un campo sportivo di Alexandria, in Virginia, durante l'allenamento della squadra di baseball dei repubblicani, in vista del tradizionale Congressional Baseball Game. Prontamente soccorso, le sue condizioni appaiono subito critiche; tuttavia Scalise si riprende ed il 26 luglio lascia l'ospedale.

## Vita privata
Cattolico praticante, Scalise ha sposato Jennifer Ann Letulle il 9 aprile 2005. Hanno due figli, Madison e Harrison.